# جرج جکسون چرچ‌وارد
جرج جکسون چرچ‌وارد (به انگلیسی: George Jackson Churchward) ‏(۱۸۵۷–۱۹۳۳)، مدیر پیشین مهندسی مکانیک شرکت راه‌آهن بزرگ غرب. وی با قطاری تصادف کرد که با لوکوموتیو کلاس کستل GWR کشیده می‌شد. این لوکوموتیو را چارلز کولت بر اساس طرح‌های چرچ‌وارد ساخته بود.